# Oviedo
Oviedo (phát âm tiếng Tây Ban Nha: [oˈβjeðo]; tiếng Asturias: Uviéu) là thành phố ở tây bắc Tây Ban Nha. Đây là thủ phủ của Công quốc Asturias, gần Gijón. Đây là một trung tâm công nghiệp và giao thông vận tải của khu vực nông nghiệp và khai khoáng xung quanh. Thành phố này có các ngành công nghiệp: chế biến thực phẩm, dệt, hóa chất, kim loại. Thành phố này nổi tiếng với nhiều giáo đường được xây thời Trung cổ, đặc biệt là Sancta Ovetensis, nhà thờ được xây năm 1388, nơi có các mộ hoàng gia Asturia. Thành phố này cũng có bảo tàng khảo cổ, Đại học Oviedo (thành lập năm 1608).
Oviedo được thành lập giữa thế kỷ 8 và đạt tầm quan trọng cao nhất vào thế kỷ 9 khi nó trở thành kinh đô của vương quốc Asturias. Thành phố này bị người Pháp chiếm đóng trong thời kỳ chiến tranh Napoléon (1799-1815), nó đã bị phá hoại nặng trong thời kỳ nội chiến Tây Ban Nha (1936-1939).

## Thành phố kết nghĩa
Oviedo là thành phố kết nghĩa với:
| - Valparaíso, Chile, từ 1976 - Bochum, Đức, từ 1979 - Buenos Aires, Argentina, từ 1983 - Veracruz, Veracruz, México, từ 1983 - Clermont-Ferrand, Pháp, từ 1988 - Tampa, Florida, USA, từ 1991 - Santiago de Compostela, Tây Ban Nha, từ 1993 - Santa Clara, Cuba, Cuba, từ 1995 - Thành phố Jersey, USA, từ 1998 | - Sucre, Bolivia, từ 2000 - Zamora, Tây Ban Nha, Spain, từ 9 tháng 10 năm 2001 - Torrevieja, Spain, từ ngày 2 tháng 1 năm 2004 - Hàng Châu, Cộng hòa Nhân dân Trung Hoa, từ 2006 - Valencia de Don Juan, Tây Ban Nha, từ 2006 - Oviedo, Florida, USA, từ 2006 - Viseu, Bồ Đào Nha, từ 10 tháng 4, 2007 - Maranello, Ý, từ 28 tháng 4, 2010 - Móstoles, Spain, từ 2 tháng 5, 2012 |